# Стренга

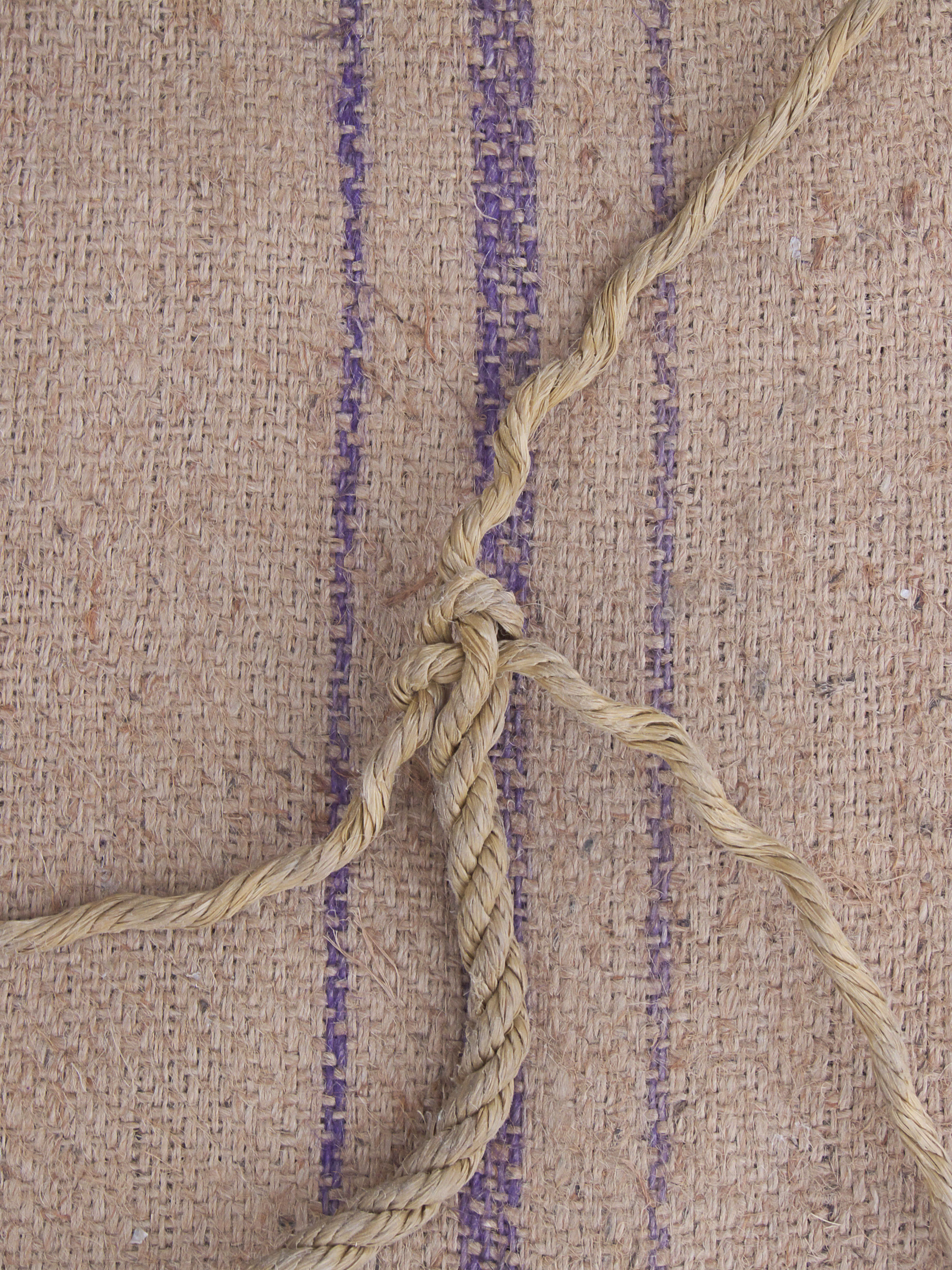
Трос з трьох пасом (стренг)

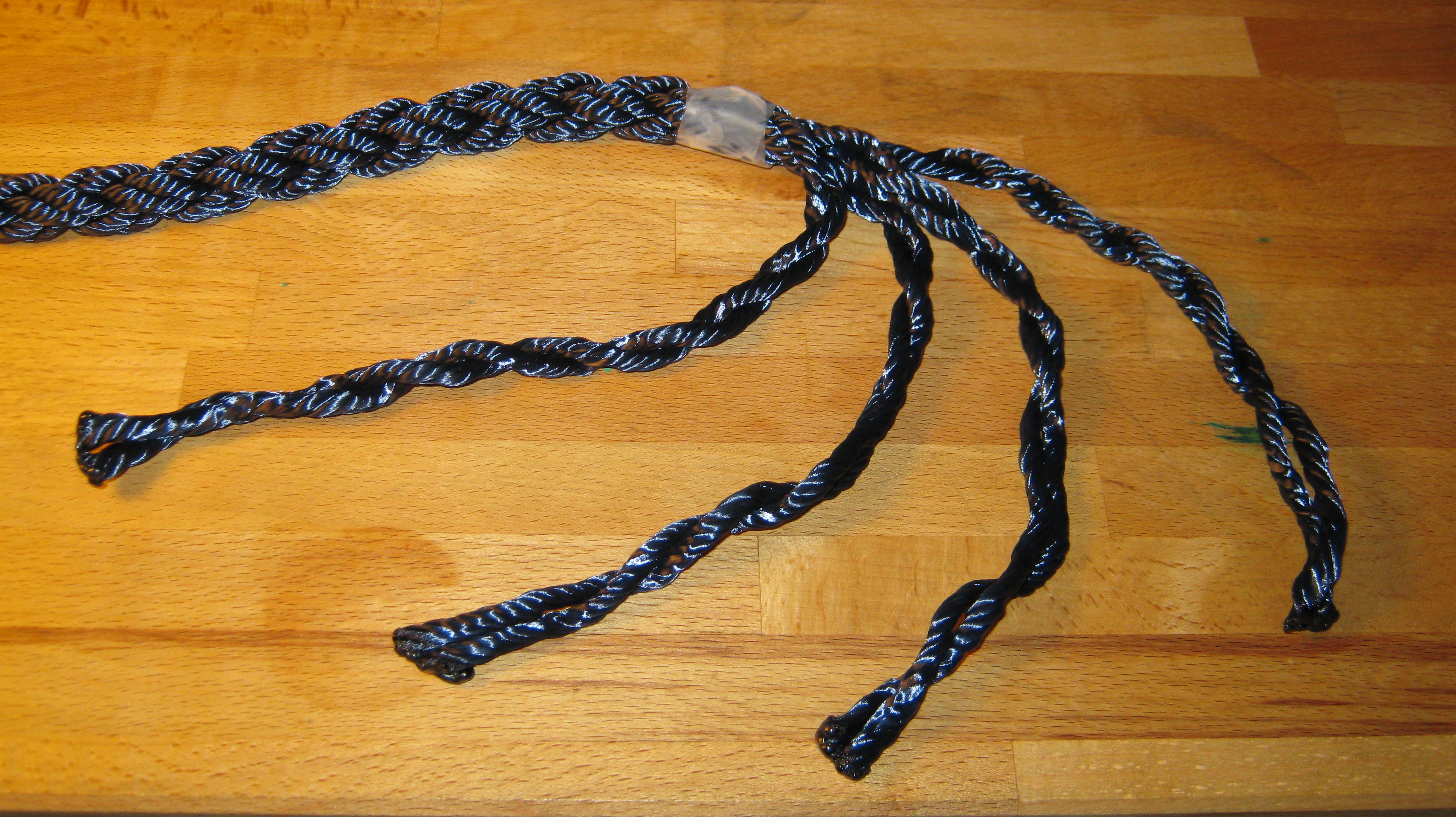
Трос з чотирьох двопасмових стренг

Стре́нга (нід. strang — «пасмо, сталка»), стренда, стрендь (англ. strand) — кожна з мотузок (пасом), з яких звивається трос (зокрема морський трос). Стренги звиваються з пасом (сталок), пасма — з каболок, а каболки — з рослинного волокна (прядива, сизалю) чи дроту.
Стренга морського троса являє собою тонкий трос, спущений проти годинникової стрілки (зворотного спуску) з кількох пасом прядива. З кількох стренг звивається товстіший трос: він називається тросом кабельної роботи (на відміну від троса тросової роботи, спущеного безпосередньо з пасом).
Стренги (пасма) використовуються при виготовленні кнопів, сплесенів і огонів: трос розплітається на кінці, після чого стренги (одного або двох тросів) переплітаються між собою.